# Корін Паркет
Корін Паркет (англ. Corinne Parquet; 4 березня 1896, Сент-Луїс, штат Міссурі — 16 січня 1975, Клівленд) — американская акторка німого кіно. Відома за фільмами «Бал офіціантів» (1916) і «Безтурботний Ромео» (1917). Була одружена з Артуром Міллером.
Померла 16 січня 1975 року в Клівленді, штат Огайо, США.